# بهلول بهیج
بهلول بهیج (زاده ۱۹۶٢ پنجشیر – درگذشته ٢٠٢١ پنجشیر)  والی پیشین ولایت پنجشیر، از قوم تاجیک بود. وی از فرماندهان آزادی خواه و فرمانده مهم در پنجشیر بود نزدیک به احمد شاه مسعود ، در جریان نبردهای پنجشیر بود و در تحولات اخیر نیز در کنار احمد مسعود مشغول نبرد در پنجشیر بوده است.
فرمانده بهلول بهیج به تاریخ ١٧ شهریور ماه ١۴٠٠ در منطقه آبدره پنجشیر،  در نبرد تن به تن با نیروهای طالبان کشته شد.